# La promesa de la Irene
La promesa de la Irene (títol original en polonès, Przysięga Ireny; lit. ‘El jurament d'Irene’) és una pel·lícula de drama bèl·lic canadenca-polonesa de 2023, dirigida per Louise Archambault i escrita per Dan Gordon, basada en la vida de l'infermera polonesa Irene Gut Opdyke.
Basada en l'obra de teatre de Broadway que també va escriure Gordon, Irena's Vow, la pel·lícula és protagonitzada per Sophie Nélisse en el paper d'Irene Gut Opdyke. Aquesta infermera polonesa va ajudar a encobrir i protegir molts jueus durant l'Holocaust, una dotzena d'ells amagant-los al celler de la casa on treballava de mestressa per a l'oficial nazi Eduard Rügemer (Dougray Scott). El repartiment també inclou Andrzej Seweryn, Eliza Rycembel, Maciej Nawrocki, Aleksandar Milicevic, Tomasz Tyndyk i Nela Maciejewska.
La pel·lícula es va rodar l'abril i el maig de 2022 a les ciutats de Varsòvia i Lublin i els pobles de Modlin i Konstancin, tots ells a Polònia. El setembre de 2023 es va estrenar al programa Centerpiece del Festival Internacional de Cinema de Toronto. Posteriorment, el 19 d'abril de 2024, la pel·lícula es va estrenar en cinemes comercials de Polònia, coincidint amb el 81è aniversari de l'esclat de l'Aixecament del Gueto de Varsòvia. A la roda de premsa prèvia a l'estrena polonesa de la pel·lícula van assistir, entre d'altres, Roman Haller, que va ser salvat de petit per Irena Gut Opdyke.

## Repartiment
Els principals intèrprets del repartiment són:
- Sophie Nélisse com a Irene Gut Opdyke
- Dougray Scott com a Eduard Rügemer
- Andrzej Seweryn com a Schultz
- Maciej Nawrocki com a Rokita
- Sharon Azrieli com a Helen
- Aleksandar Milicevic com a Lazar
- Eliza Rycembel com a Ida
- Agata Turkot com a Clara
- Filip Kosior com a Thomas
- Krzysztof Szczepaniak com a Moise
- Irena Melcer com a Zosia
- Eryk Kulm com a Abram Klinger
- Zuzanna Pulawska com a Fanka
- Tomasz Tyndyk com a Henry

## Recepció

### Resposta crítica
A l'agregador de ressenyes Rotten Tomatoes, el 86% de les 28 crítiques són positives, amb una qualificació mitjana de 7,3/10. Metacritic, va assignar a la pel·lícula una puntuació de 77 sobre 100, basada en 4 crítics, que indicava ressenyes «generalment favorables».
Christy Lemire, de RogerEbert.com, va donar a la pel·lícula tres de quatre estrelles i va escriure: «Sophie Nélisse aporta una subtilesa poderosa al paper principal a [la pel·lícula], aconseguint tant amb els seus ulls, la seva presència, la seva capacitat per canviar el comportament i el to ràpidament depenent de la situació».

### Premis i nominacions
| Any                                        | Premi                                         | Categoria              | Nominació              | Resultat  | Ref.   |
| ------------------------------------------ | --------------------------------------------- | ---------------------- | ---------------------- | --------- | ------ |
| 2023                                       | Festival Internacional de Cinema de Vancouver | Premi del Públic       | La promesa de la Irene | Guanyador | [ 13 ] |
| Festival Internacional de Cinema de Winsor | Premi LIUNA d'Elecció del públic              | La promesa de la Irene | Guanyador              | [ 13 ]    |        |
| Premi WIFF del Cinema canadenc             | La promesa de la Irene                        | Candidat               | [ 13 ]                 |           |        |